# Marcus Tartler
Marcus Tartler magyaros névalakban Tartler Márk (Brassó, 1685. március 31. – Brassó, 1757. július 25.) evangélikus gimnáziumi tanár és lelkész.

## Élete
Brassóban 1701-től a gimnázium tanulója volt és 1707-ben a hallei egyetemre ment. Visszatérve 1720-tól 1734-ig tanár, lector és 1734-ben conrector volt a brassói gimnáziumban. 1734-től 1739-ig ugyanott mint városi lelkész szolgált, 1739-től 1751-ig pedig ugyanazon minőségben Prázsmáron. 1751. február 13-án ismét Brassóban választották meg lelkésznek, itt is hunyt el.

## Munkái
1. Erste und letzte mit Thränen benetzte Ehrensäule des Wohledelgeb... Lucas Seulers von Seulen herzlich geliebten Kindern: Anna Katharina, Justina u. Joseph Gottsmeister v. Seulen, welche alle 3 im Jahre Christi 1723 innerhalb 8 Tagen... in Kronstadt... verschieden... Kronstadt, 1723.
2. Wohlverdienter Ehrenkranz der Wohledelgeb. ...Jungfer Anna Maria Christina des weiland... Michaelis Fronii gewesenen Stadthannen der kön. Freistadt Kronstadt hinterlassenen... Tochter, welche Anno 1738 den 2. Februar seelig verschieden. Uo. 1738.

Kézirati munkáit Trausch felsorolja és ismerteti.